# هيذر بامبريك
هيذر بامبريك (بالإنجليزية: Heather Bambrick)‏ (من مواليد 19 يناير 1971 في سانت جون، كندا) هي مغنية الجاز كندية.

## روابط خارجية
- هيذر بامبريك على موقع IMDb (الإنجليزية)
- هيذر بامبريك على موقع ميوزك برينز (الإنجليزية)
- هيذر بامبريك على موقع ديسكوغز (الإنجليزية)
- هيذر بامبريك على موقع قاعدة بيانات الفيلم (الإنجليزية)